# Ippodromo Arcoveggio
Ippodromo Arcoveggio är en travbana i Bologna i provinsen Bologna i Italien, öppnad 1932. Banan är bland annat värd för Gran Premio Continentale som är ett av Italiens största travlopp och ett av världens största fyraåringslopp.

## Galleri

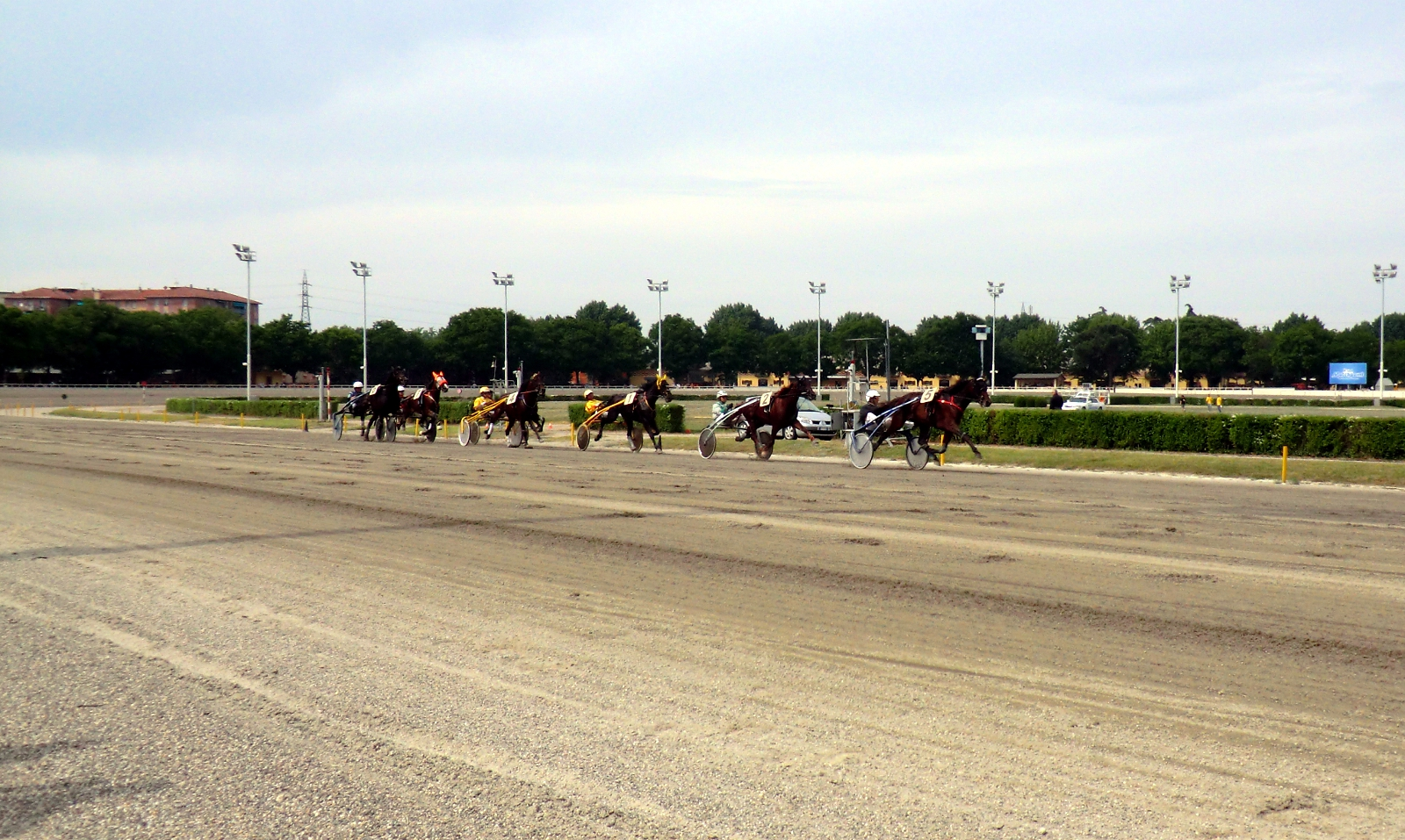
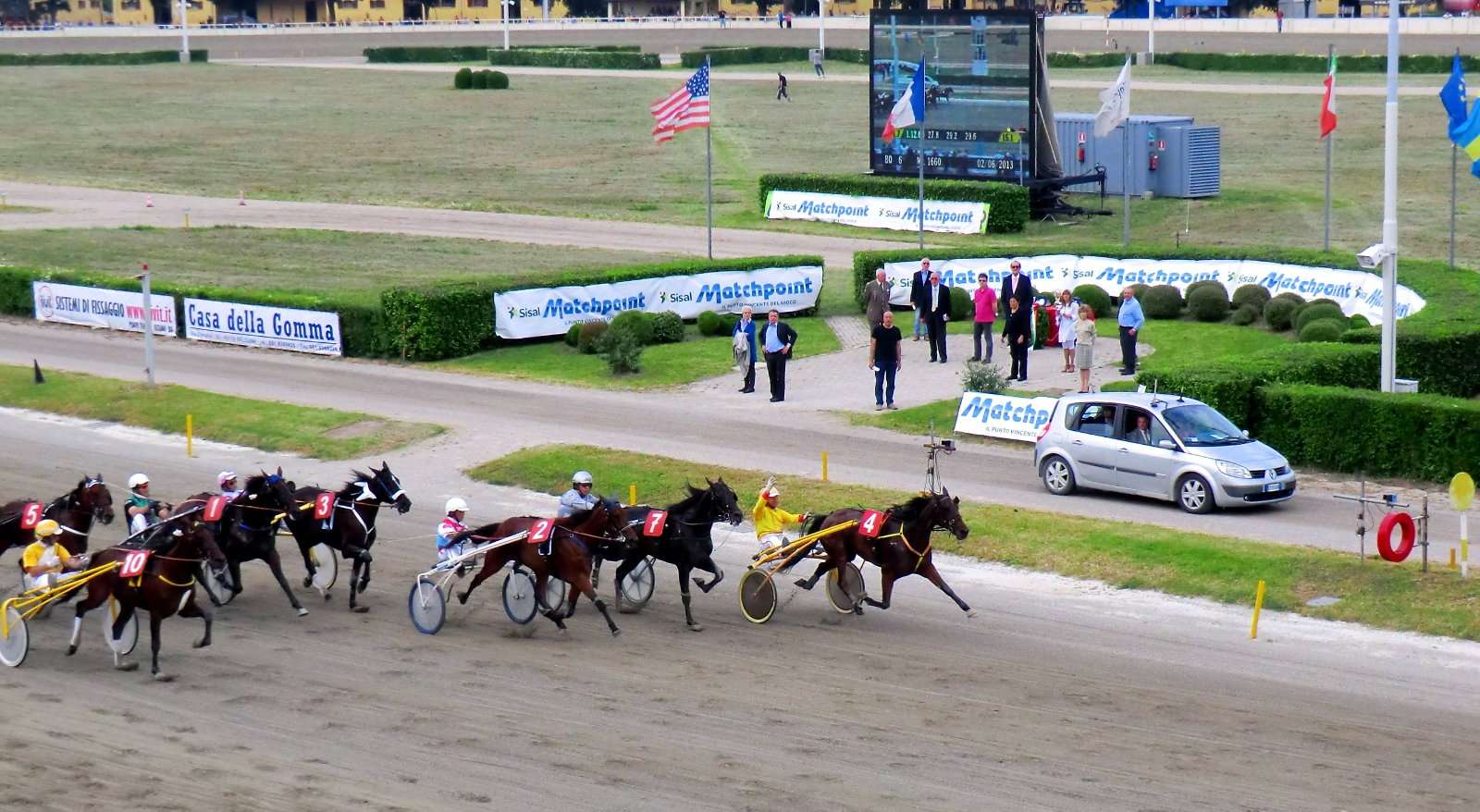
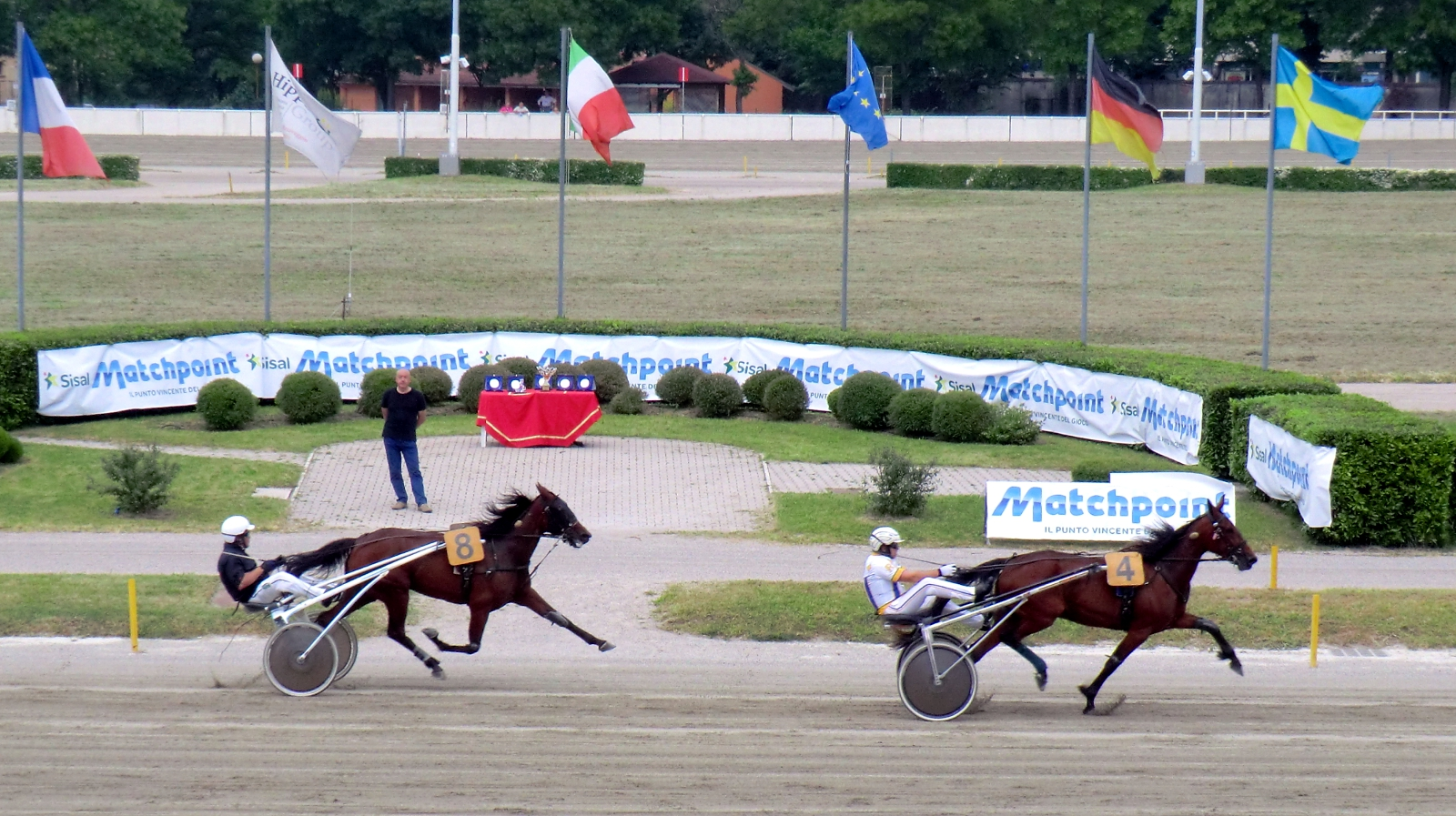
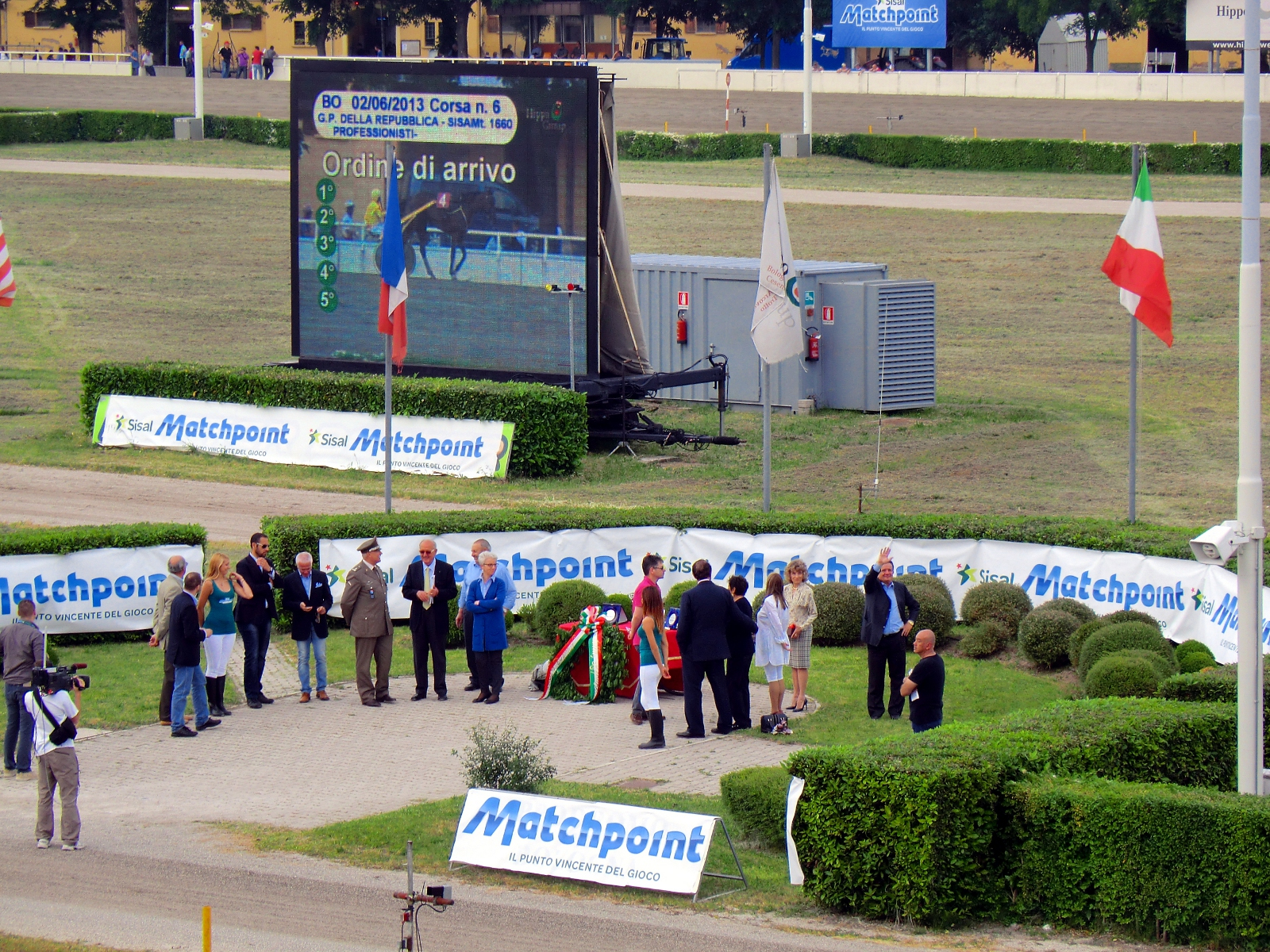
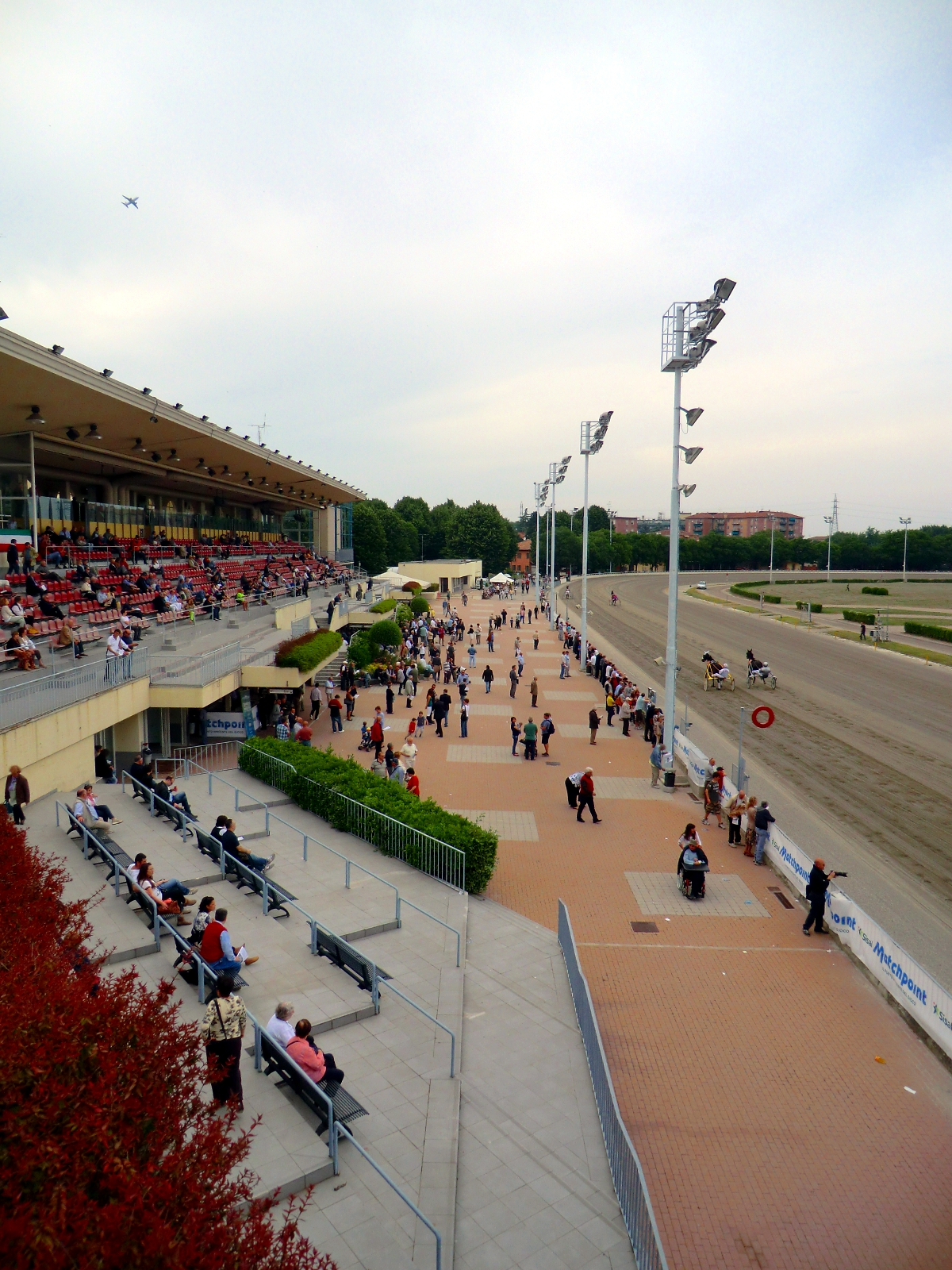
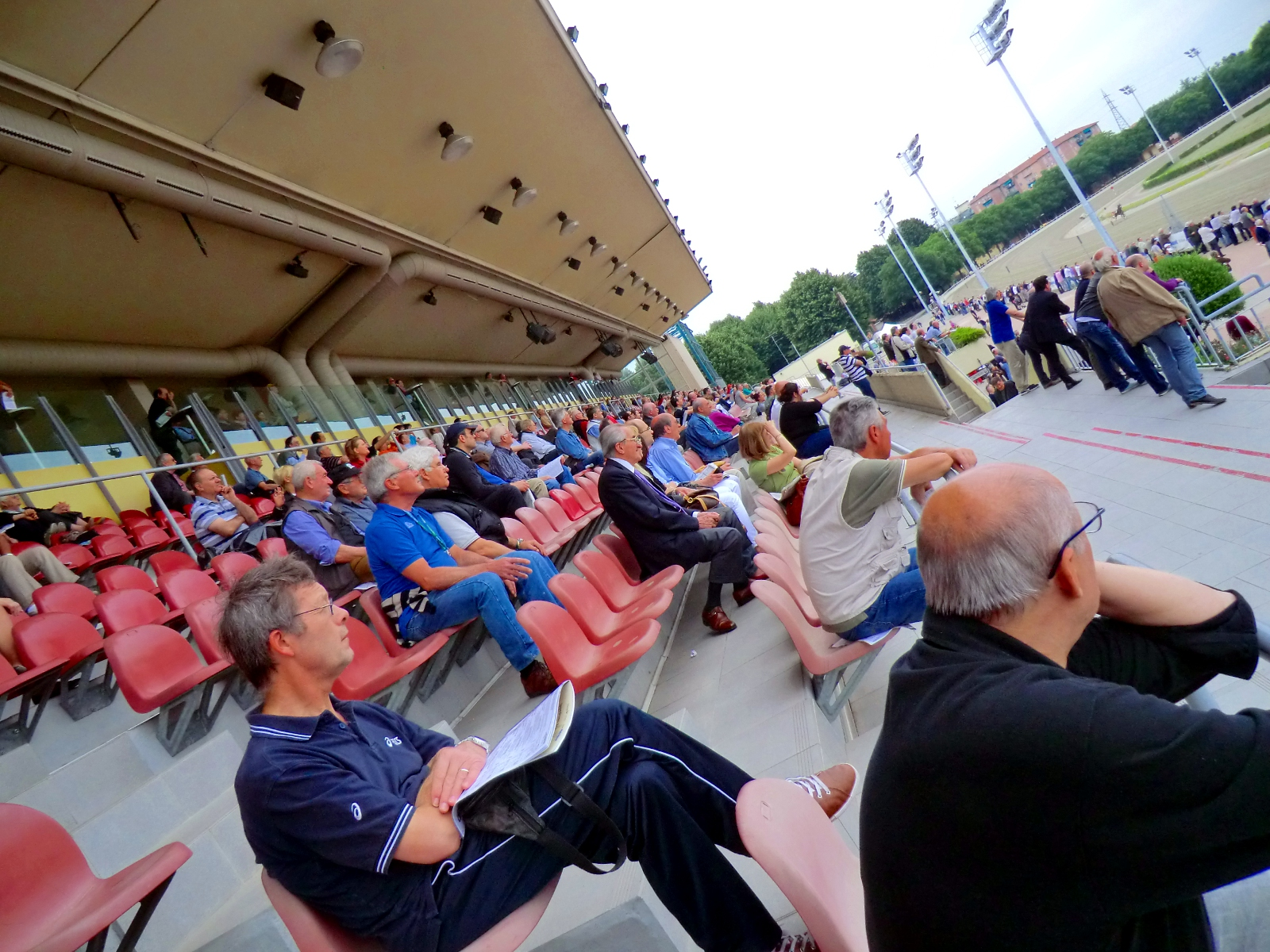
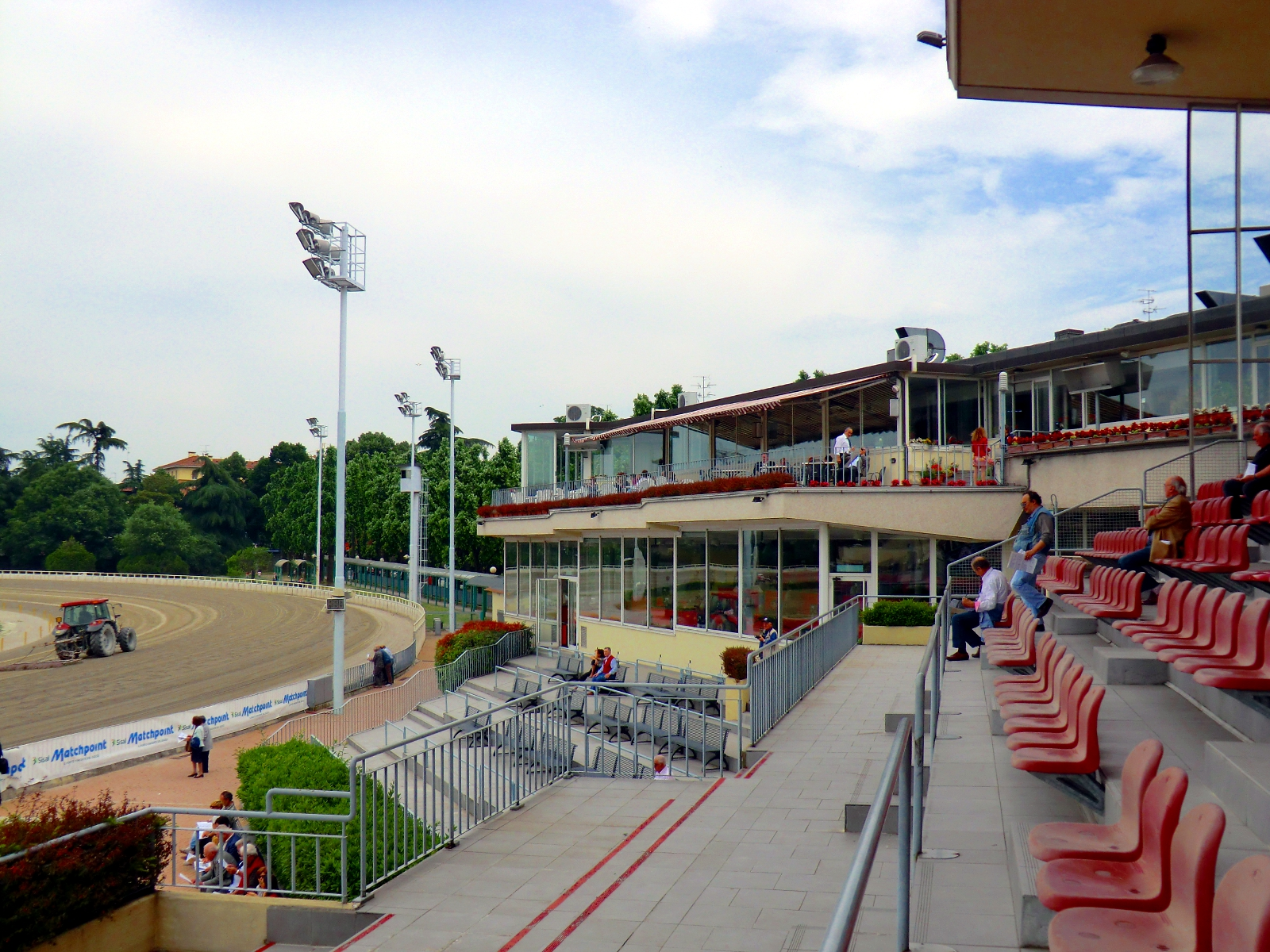
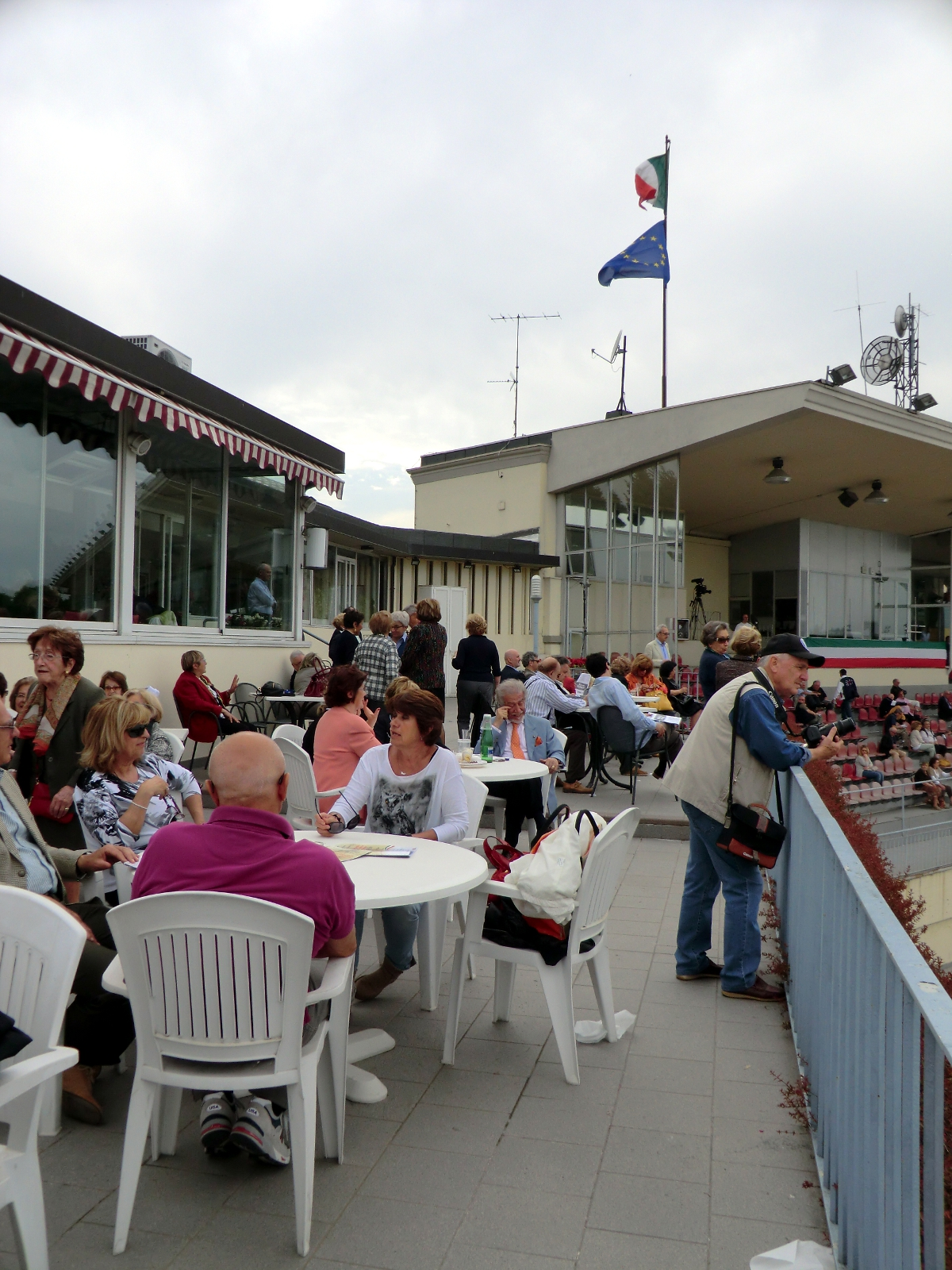

## Om banan
Ippodromo Arcoveggio är känd för att vara en av Italiens snabbaste banor, då ingen annan italiensk travbana innehar så många oslagna världsrekord. Från 2014 till 2018 sattes det fyra nya världsrekord på banan.
Tävlingsbanan är 800 meter lång och upploppets bredd är 25,23 meter, medan bredden på bortre långsidan är 22,08 meter. På banan körs mest lopp över distanserna 1 600 meter och 2 000 meter. Banans underlag består av olika lager av sand, bland annat puzzolan och lapillus.  Lapillus fungerar utmärkt som dräneringsmaterial.
På läktarplatserna finns det mer än 200 skärmar och TV-apparater. Banan är även utrustad med belysningssystem, för lopp på kvällstid.

## Större lopp
Banan är bland annat värd för Gran Premio Continentale som är ett av Italiens största travlopp och ett av världens största fyraåringslopp. Loppet avgjordes för första gången under premiäråret 1949 och går sedan dess av stapeln i november varje år. Hästar som Varenne, Daguet Rapide, Noras Bean och Urlo dei Venti har segrat i loppet.